# أنجيلين هانغو
أنجيلين هانغو (بالإنجليزية: Angeline Hango)‏‏ (2 فبراير 1909 - 9 نوفمبر 1995 ) روائية من كندا.